# Ozicrypta hollinsae
Ozicrypta hollinsae is een spinnensoort uit de familie Barychelidae. De soort komt voor in Queensland.